# 志村座
『志村座』（しむらざ）は、フジテレビ系列で2014年4月9日から2015年9月29日まで深夜に放送されたお笑いバラエティ番組で、志村けんの冠番組。イザワオフィス制作。

## 概要
2013年10月から2014年3月まで半年間放送されていた前身番組、『志村笑!』をリニューアル。毎週木曜日 1:10 - 1:40（水曜深夜、JST）で放送された。
『志村だヨ!』・『志村笑!』では、喫茶店と日本そば屋が舞台となったが、当番組から志村率いる、大衆演劇を演じる一座の楽屋が舞台となる。
志村のパートナー格として、『Shimura-X天国』から『志村笑!』に至るまで、15年に渡りレギュラーで出演していた優香に代わり、多岐川華子が加入。肥後克広、上島竜兵（ダチョウ倶楽部）が『志村劇場』以来1年ぶりに復帰。
2014年10月29日から鹿沼憂妃と田中里奈に代わり、丸高愛実と堀田茜がレギュラー出演。
2014年12月3日から堀田茜に代わり、瀬口かながレギュラー出演（2015年1月7日は堀田茜、2月18日・2月25日・4月14日は両名出演）。
2015年4月7日から放送が水曜日から火曜日へ変更。毎週水曜日 0:55 - 1:25（火曜深夜、JST）に放送された。
2021年7月よりファミリー劇場にて再放送された。

## 出演者
- 志村けん
- 肥後克広（ダチョウ倶楽部）
- 上島竜兵（ダチョウ倶楽部）
- 多岐川華子（2014年4月9日 - 2015年9月29日）
- 鹿沼憂妃（2014年4月9日 - 10月22日）
- 田中里奈（2014年4月9日 - 10月22日）居酒屋の店員 役
- 堀田茜（2014年10月29日 - 11月26日、2015年1月7日、2月18日・25日、4月14日）居酒屋の店員 役

- 丸高愛実（2014年10月29日 - 2015年9月29日 ）
- 瀬口かな（2014年12月3日 - 2015年9月29日）居酒屋の店員 役

変遷
| 担当   | 出演者（ - 2014年10月22日）                             |
| ------ | ------------------------------------------------------- |
| MC     | 志村けん                                                |
| コント | ダチョウ倶楽部（肥後克広/上島竜兵）/多岐川華子/鹿沼憂妃 |
| トーク | 田中里奈                                                |

| 担当   | 出演者（2014年10月29日 - 11月26日） |
| ------ | ----------------------------------- |
| MC     | 志村けん                            |
| コント | ダチョウ倶楽部/多岐川華子/丸高愛実  |
| トーク | 堀田茜                              |

| 担当   | 出演者（2014年12月3日 - ）         |
| ------ | ---------------------------------- |
| MC     | 志村けん                           |
| コント | ダチョウ倶楽部/多岐川華子/丸高愛実 |
| トーク | 瀬口かな                           |

## コーナー
コント
志村座長率いる旅芸人一座の楽屋を舞台にしたコメディ。
後半はコントの設定のままでゲームやトークを繰り広げることもある。
- 剣之丞（志村）- 座長。座を引っ張る存在だが、座員に振り回されることが多い。
- 肥後（肥後）- 座員。女形を務めている。座のナンバー2。
- 上島（上島）- 座員。座長から毎度のごとく笏のような板きれで頭を叩かれている。
- 華子（多岐川）- 座員。ツッコミ役。劇団のマドンナ的存在。上島程ではないが座長から笏のような板きれで頭を叩かれることもある（上島の次に叩かれる回数が多かった）。
- 憂妃（鹿沼）- 剣之丞の娘。華子とは仲良し。スマホをいじっていることが多い。ミュージカルの勉強のためニューヨークへ渡った。
- 愛実（丸高）- 憂妃が抜けた穴を埋めるべく行った新団員オーディション（2014年10月29日）に参加した丸高トラ（72歳）を迎えにやってきた孫娘。一目で気に入った剣之丞が土下座して依願、劇団員となる。華子と仲良し。

ゲストトーク
出演者全員によるトークコーナー。「居酒屋かずこ」のセット、扮装のまま、ゲストを迎えトークを行う。また、田中→堀田→瀬口が居酒屋の店員役として登場する。
- ゲスト客
  - 第1回（2014年4月9日）ミラクルひかる
  - 第2回（4月16日・4月23日）ナイツ（塙宣之・土屋伸之）
  - 第3回（4月30日・5月7日）ハライチ（岩井勇気・澤部佑）
  - 第4回（5月14日）具志堅用高
  - 第5回（5月21日）日本エレキテル連合（中野聡子・橋本小雪）
  - 第6回（5月28日）森下悠里・丸高愛実[4]
  - 第7回（6月4日）シェネル
  - 第8回（6月11日）IMALU
  - 第9回（6月18日）出川哲朗
  - 第10回（6月25日）渡辺直美
  - 第11回（7月2日）いしのようこ
  - 第12回（7月9日・7月16日）ハリセンボン（近藤春菜・箕輪はるか）
  - 第13回（7月23日・7月30日）佐々木健介・北斗晶
  - 第14回（8月6日）篠崎愛
  - 第15回（8月13日・8月20日）アンジャッシュ（児嶋一哉・渡部建）
  - 第16回（8月27日）青木隆治
  - 第17回（9月3日・9月10日）TKO（木本武宏・木下隆行）
  - 第18回（10月8日）渡辺徹
  - 第19回（10月15日）高嶋香帆・繭・芝崎唯奈
  - 第20回（10月22日）ヒロシ
  - 第21回（10月29日・11月5日）我が家（坪倉由幸・杉山裕之・谷田部俊）
  - 第22回（11月12日）中村アン
  - 第23回（11月19日・11月26日）ロッチ（中岡創一・コカドケンタロウ）
  - 第24回（12月3日）たんぽぽ（川村エミコ・白鳥久美子）
  - 第25回（12月17日）蛭子能収
  - 第26回（2015年1月7日）中村静香・池田ショコラ・大澤玲美・堀田茜[5]
  - 第27回（1月14日・1月21日）サンドウィッチマン（伊達みきお・富澤たけし）
  - 第28回（1月28日・2月4日）友近
  - 第29回（2月11日・2月18日）KiLa
  - 第30回（2月25日・3月4日）どぶろっく（森慎太郎・江口直人）
  - 第31回（4月7日・4月14日）東貴博（Take2）
  - 第32回（4月21日）中川家（中川剛・中川礼二）
  - 第33回（4月28日）トータルテンボス（大村朋宏・藤田憲右）
  - 第34回（5月5日）矢吹春奈・森下悠里[6]・橋本マナミ
  - 第35回（5月12日・5月19日）平成ノブシコブシ（徳井健太・吉村崇）
  - 第36回（5月26日）ロバート（山本博・秋山竜次・馬場裕之）
  - 第37回（6月2日）YOU
  - 第38回（6月9日）西内まりや
  - 第39回（6月16日）カンニング竹山
  - 第40回（6月23日・6月30日）古閑美保
  - 第41回（7月7日）熊田曜子・祥子
  - 第42回（7月21日）南野陽子
  - 第43回（7月28日）フェアリーズ（井上理香子・野元空・伊藤萌々香・林田真尋・藤田みりあ・下村実生）
  - 第44回（8月4日）やしろ優
  - 第45回（8月11日）アンガールズ（田中卓志・山根良顕）
  - 第46回（8月18日）U字工事（福田薫・益子卓郎）
  - 第47回（8月25日）中村愛
  - 第48回（9月1日）キンタロー。

## スタッフ
- プロデューサー: 井澤健
- 構成: 朝長浩之
- 音楽: たかしまあきひこ
- カメラ: 藤江雅和
- SW: 小林光行
- 音声: 松本政利
- 映像: 原啓教
- 照明: 野崎政克
- デザイン: 根本研二
- アートプロデューサー: 上村正三
- 美術進行: 平山雄大
- 大道具: 三上普
- 装飾: 菊池誠
- アクリル装飾: 村田誠司
- 電飾: 宇塚敏明
- 持道具: 網野高久
- 衣装: 横田尊正
- メイク: 岡田美喜子
- かつら: 俵木和美
- 編集: 轟禎治 （D-Craft）
- ペイント: 菊池大介
- 音響: 戸辺豊
- MA: 大塚大
- 美術協力: フジアール
- 技術協力: ニユーテレス、IMAGICA、fmt
- 制作協力: エスカンパニー、エクシーズ
- 編成: 清水泰貴・情野誠人（フジテレビ）
- 広報: 加藤麻衣子（フジテレビ）
- TK: 増山郁子
- AP: 井澤秀治
- 演出:戸上浩、小倉肇、長谷吉洋（エクシーズ）
- 企画制作:イザワオフィス

## エンディングテーマ
2014年
4月「未体験Future」FTISLAND
5月「OH! NIPPON」ULTRAS
6月「いつまでも いつまでも」KG
7月「酸っぱい経験」ポワゾン
8月「黄金蟲」HIP♡ATTACK fromアイドリング!!!
9月「心情呼吸」近藤晃央
10月 - 11月「キミはどう？」BEAST
12月 - 2015年1月「So Beautiful」May J.

2015年
2月 - 3月「こんなにも」Dream
4月 - 5月「DREAM LINE」田所あずさ
6月「貴方の国のメリーゴーランド」チャラン・ポ・ランタン
7月「Cheering You!!!」アイドリング!!!
8月「Life is Boo-tiful 高木ブー・ベスト・コレクション」高木ブー
9月「もしも これが恋なら」風男塾

## ネット局
| 放送対象地域   | 放送局             | 系列           | 放送日時                     | 備考        |
| -------------- | ------------------ | -------------- | ---------------------------- | ----------- |
| 関東広域圏     | フジテレビ         | フジテレビ系列 | 水曜 0:55 - 1:25 (火曜深夜)  | 制作局      |
| 岩手県         | 岩手めんこいテレビ | フジテレビ系列 | 水曜 0:55 - 1:25 (火曜深夜)  | 同時ネット  |
| 福島県         | 福島テレビ         | フジテレビ系列 | 水曜 0:55 - 1:25 (火曜深夜)  | 同時ネット  |
| 島根県・鳥取県 | 山陰中央テレビ     | フジテレビ系列 | 水曜 0:55 - 1:25 (火曜深夜)  | 同時ネット  |
| 広島県         | テレビ新広島       | フジテレビ系列 | 水曜 0:55 - 1:25 (火曜深夜)  | 同時ネット  |
| 熊本県         | テレビ熊本         | フジテレビ系列 | 土曜 11:00 - 11:30           | 不明        |
| 新潟県         | 新潟総合テレビ     | フジテレビ系列 | 土曜 2:30 - 3:00 (金曜深夜)  | 17日遅れ    |
| 京都府         | KBS京都            | 独立局         | 木曜 22:00 - 22:30           | 36日遅れ    |
| 兵庫県         | サンテレビジョン   | 独立局         | 土曜 20:54 - 21:24           | 38日遅れ    |
| 中京広域圏     | 東海テレビ         | フジテレビ系列 | 金曜 1:40 - 2:10 (木曜深夜)  | 103日遅れ   |
| 青森県         | 青森テレビ         | TBS系列        | 月曜 0:50 - 1:20（日曜深夜） | 約8ヶ月遅れ |
| 北海道         | 北海道文化放送     | フジテレビ系列 | 火曜 2:05 - 2:35（月曜深夜） | 不明        |